# Xtreme Martial Arts
Xtreme Martial Arts (XMA) er en videreudvikling af de forskellige former for kampsport, der findes rundt omkring i verden. Sporten bruger som udgangspunkt kampsport men videreudvikles så med at sætte akrobatik ind i det.
Der findes mange websideer rundt omkring i verden, med forskellige "Teams" som udøver Xtreme Martial Arts. Der findes dog også nogle sider som direkte handler om at videreudvikle sig og være med i et 'community'.